# モアキロア環礁
モアキロア環礁 (Mwoakilloa) は、太平洋北西部カロリン諸島の環礁。一般的にはモキル環礁 (Mokil) と呼ばれ、かつてはウェリントン島 (Wellington Island) やデュペリー島 (Duperrey Island) などとも呼ばれた。ミクロネシア連邦ポンペイ州に属している。

## 概要
ポンペイ島から155キロメートルほど東に位置しており、ピンゲラップ環礁の北西115キロメートルほどに位置している。ピンゲラップ環礁は南北おおよそ4.5キロメートル、東西おおよそ2.8キロメートルほどの小さな環礁であり、Uhrek、Kahlap、Mwandohnの3島が存在するうち、中央の礁湖は最大で2平方キロメートルの面積である。北西のKahlap島にのみ住民が定住しており、居住地は礁湖に面している。全島の合計面積はおおよそ1.24平方キロメートルである。
2000年時点の177人から減少し、2008年には147人となった住民は、ポンペイ語と類似したモアキロア語を話す。

## ギャラリー

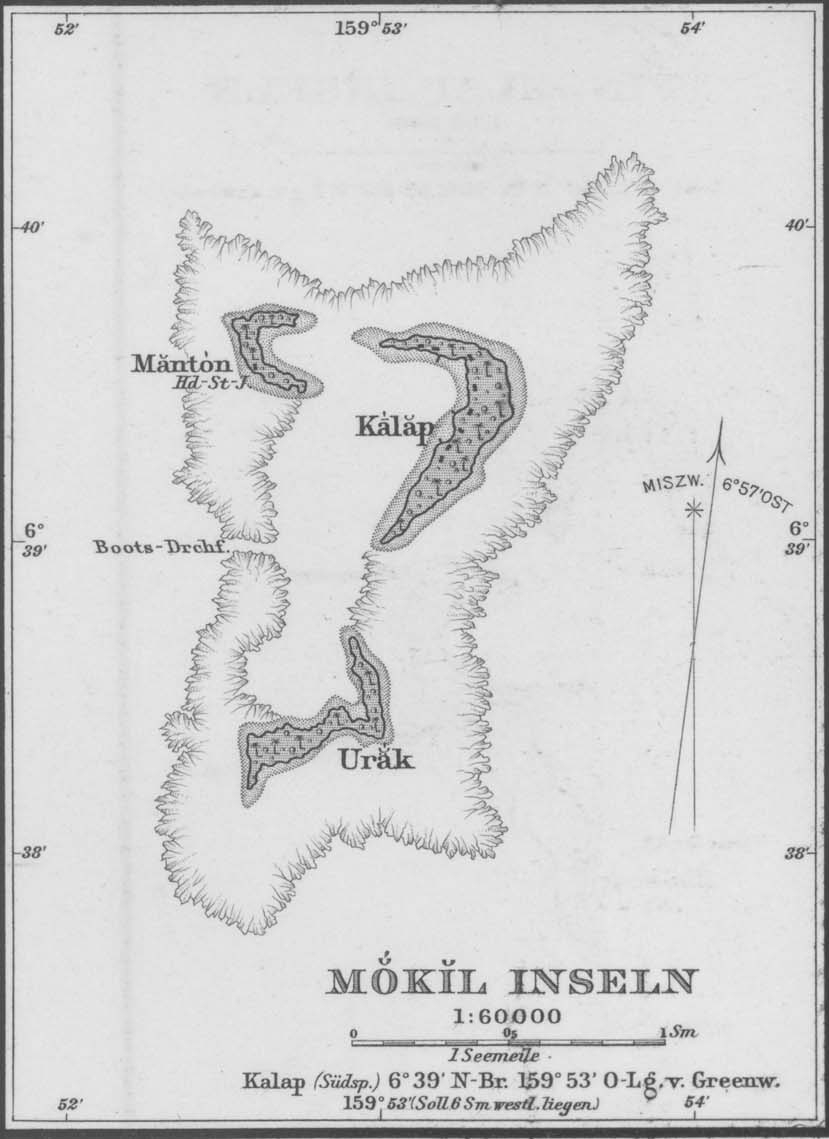
モアキロア環礁の地図
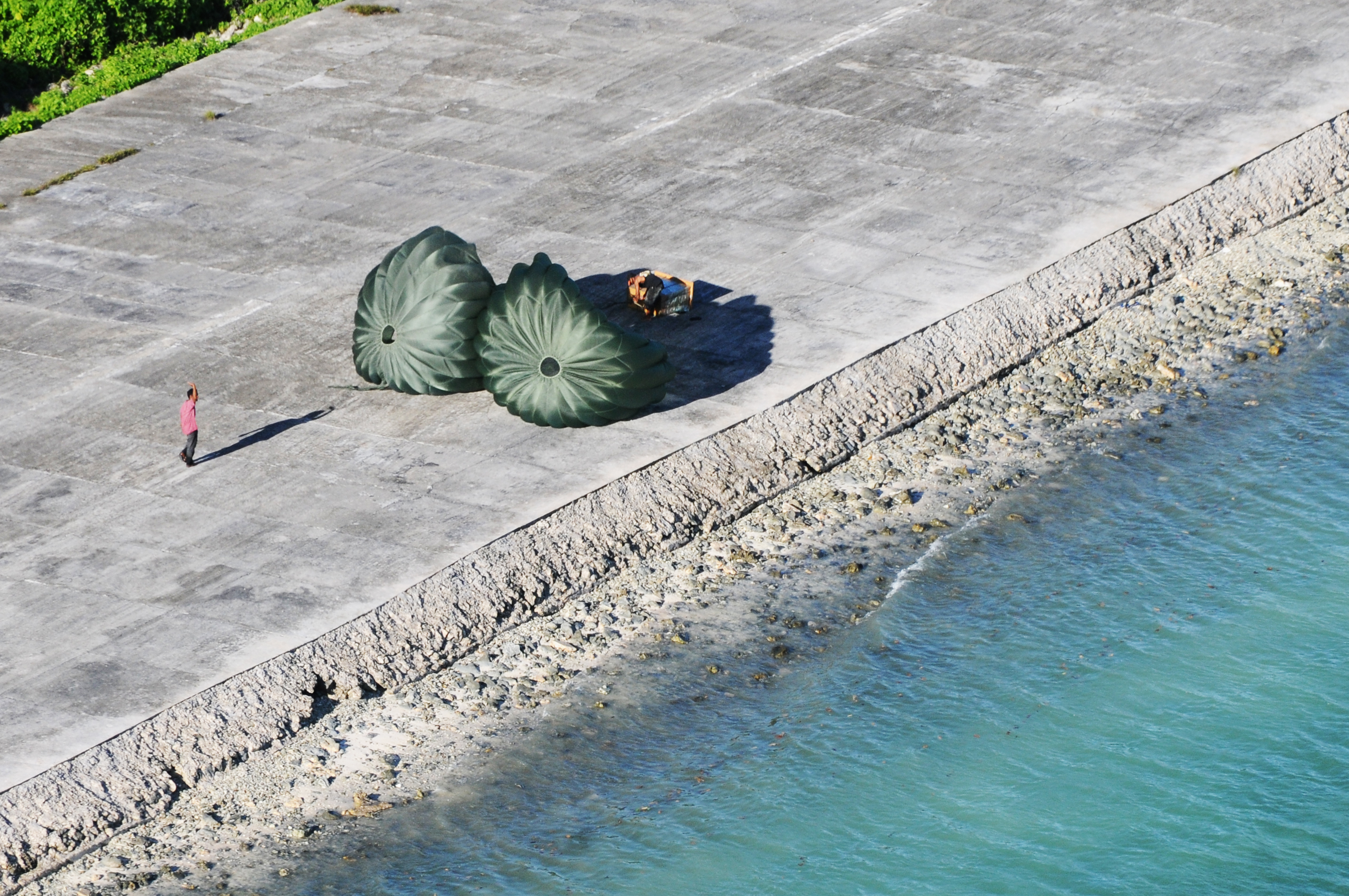
横田飛行場の米軍第36空輸中隊のC-130からモアキロアに投下された人道援助パッケージ、2012年12月12日
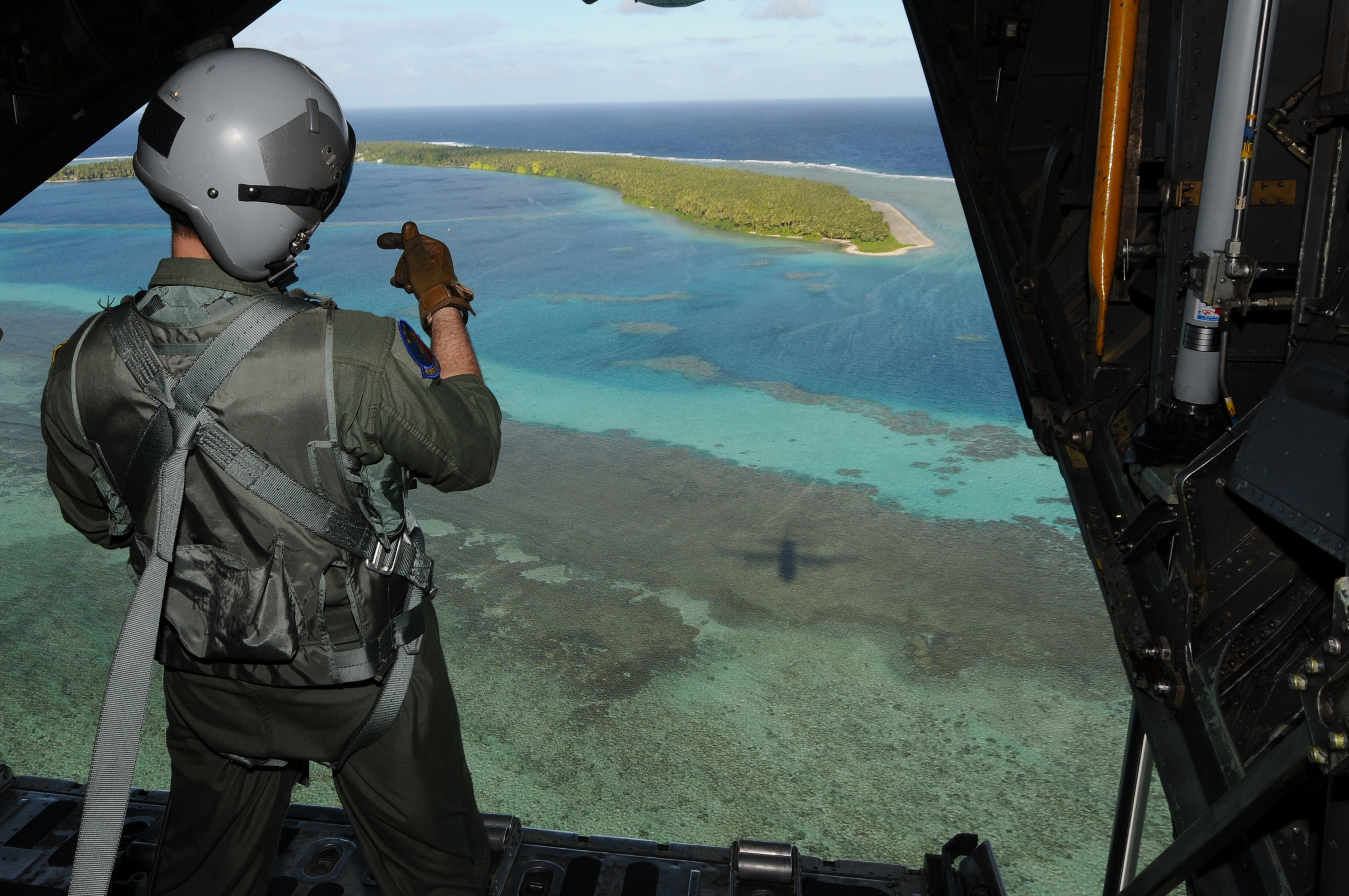
投下を確認する空兵、毎年12月に太平洋諸島でオペレーション・クリスマス・ドロップとして人道援助空輸が行われており、2012年で61回目になった。